# O3D
Google O3D est une bibliothèque de Google permettant de faire de la 3D dans des pages web. 
Elle utilise JavaScript et OpenGL ou DirectX. Projet open source, elle est disponible sous Windows, Mac OS et Linux.